# 岡山理科大学生物地球学部
岡山理科大学生物地球学部（おかやまりかだいがくせいぶつちきゅうがくぶ、Faculty of Biosphere-Geosphere Science）は、岡山理科大学に設置されている地球科学のうち生物地球学や生物地球化学に関する学部。
関連する大学院は2022年まで生物地球科学研究科が設けられていたが、2023年から新たに大学院理工学研究科が創設され、自然科学専攻に生態環境科学コース、宇宙地球科学コースなどが設けられており、合わせて紹介する。

## 沿革
1997年 岡山理科大学に総合情報学部が創設され、生物地球システム学科などの学科を開設。同学科は3系列制（地球科学系、生物学系、人類学系）でスタートする。
2001年 大学院に総合情報研究科 修士課程を創設。生物地球システム専攻を開設し3系列制（地球科学系、生物学系、人類学系）でスタート。
2012年 生物地球学部を創設。総合情報学部生物地球システム学科を母体に、生物地球学科1学科5コース制 (動物・昆虫学コース、植物・園芸学コース、天文学コース、地球・気象学コース、地理・考古学コース)に改組。
2014年 恐竜・古生物学コースを開設。
2016年 大学院総合情報研究科生物地球システム専攻を母体に生物地球科学研究科創設。修士課程 生物地球科学専攻を設置。
2023年 大学院理工学研究科創設。生物地球科学研究科ほか理工系分野の4研究科を発展的に統合・再編して新たに設置した。

## 学部組織
生物地球学部
- 生物地球学科
  - 地球・気象学コース
  - 植物・園芸学コース
  - 動物・昆虫学コース
  - 地理・考古学コース
  - 天文学コース
  - 恐竜・古生物学コース

## 大学院
理工学研究科
- 自然科学専攻 修士課程/博士（後期）課程
  - 生態環境科学コース
  - 宇宙地球科学コース